# Rafael Ovalle Bezanilla
Rafael Faustino Ovalle Bezanilla (La Ligua, Petorca, 14 de febrero de 1821-Santiago, 12 de agosto de 1897), fue un político chileno.

## Primeros años de vida
Fue hijo del expresidente de Chile José Tomás Ovalle y Rafaela Bezanilla. Estudió en el Instituto Nacional, para entrar a estudiar a la Universidad de Chile, donde se graduó de abogado en la Facultad de Leyes, logrando su título el 8 de abril de 1853, con una memoria titulada Justificación del derecho de gracia y reglas a que convendría sujetar su ejercicio.
Tenía nueve años cuando su padre ocupó la primera magistratura tras la victoria de los pelucones en la Guerra Civil en 1830, y diez cuando este murió en el cargo. 
Se casó con Adelaida Correa de Saa y Toro-Zambrano, hija de María Nicolasa Isidora de las Mercedes de Toro-Zambrano y Dumont de Holdre, y de Juan de Dios Correa de Saa y Martínez, los cuartos condes de la Conquista. Con quien fue padre de Eduardo, Rafael, Elena e Isabel Ovalle y Correa.

## Vida pública
Militante del Partido Conservador, fue elegido diputado suplente por Melipilla en 1846, pero no se incorporó nunca como titular. En las elecciones parlamentarias de 1849 logró un escaño por Santiago, cargo que ocupó hasta 1852, cuando no volvió a presentarse a las elecciones.